# Internationale Kulturbeziehungen
Internationale Kulturbeziehungen, auch Kulturdiplomatie, kulturelle Auslandsbeziehungen, auswärtige Kulturpolitik, Auslandskulturpolitik oder Außenkulturpolitik, sind internationale Beziehungen auf kulturpolitischer Ebene, also der Austausch zwischen Staaten im kulturellen Bereich im Gegensatz zu internationalen Wirtschaftsbeziehungen oder der Sicherheitspolitik.
Zur Regelung bilateraler Kulturbeziehungen schließen Staaten Kulturabkommen ab. Außerdem sind Mittlerorganisationen ein häufig verwendetes Instrument der Kulturdiplomatie.
Die UNESCO ist die bedeutendste zwischenstaatliche Organisation auf dem Gebiet der internationalen Kulturbeziehungen.

## Einzelne Staaten

### Deutschland
Die internationalen Kulturbeziehungen Deutschlands werden als Auswärtige Kultur- und Bildungspolitik (AKBP) bezeichnet und auf Bundesebene vom Auswärtigen Amt verantwortet.

### Europäische Union
Die 2016 festgelegte Strategie der Europäischen Union für internationale Kulturbeziehungen verfolgt drei Ziele: Erschließung des Potenzials des Kultur- und Kreativsektors für eine nachhaltige soziale und wirtschaftliche Entwicklung, Förderung des Friedens und Verhinderung von Radikalisierung durch interkulturellen Dialog sowie Stärkung der Zusammenarbeit im Bereich des Kulturerbes. Zuständig sind der Hohe Vertreter der Europäischen Union für Außen- und Sicherheitspolitik und die Generaldirektion Bildung, Jugend, Sport und Kultur.
Die nationalen Mittlerorganisationen der Mitgliedstaaten sind im Verband Nationale Kulturinstitute in der Europäischen Union organisiert.

### Österreich
Die österreichischen kulturellen Auslandsbeziehungen werden vom Bundesministerium für Europa, Integration und Äußeres verantwortet. Das 2015 verabschiedete Auslandskulturkonzept benennt das Ziel, Österreich als „zukunftsweisendes“ Land darzustellen und fokussiert sich auf die Bereiche Film und Neue Medien, Architektur, Tanz, Frauen in Kunst und Wissenschaft sowie Österreich als „Dialog-Standort“.

### Schweiz
In der Schweiz fördert die Direktion für Entwicklung und Zusammenarbeit innerhalb des Eidgenössischen Departements für auswärtige Angelegenheiten internationale Kulturpartnerschaften.

### Weitere Staaten
Eine Vielzahl weiterer Staaten fördert internationale Kulturbeziehungen, teils über ihre Botschaften, teils mit eigenen Mittlerorganisationen. Unter anderem zählen hierzu die Russische Föderation (Stiftung Russki Mir), Frankreich (Institut français), Großbritannien (British Council), Spanien (Instituto Cervantes), Italien (Istituto Italiano di Cultura), Portugal (Instituto Camões), und außerhalb Europas auch China (Konfuzius-Institut), Korea und Japan.